# کریم علاوی
کریم علاوی (انگلیسی: Karim Allawi؛ زادهٔ ۱ آوریل ۱۹۶۰) یک بازیکن فوتبال اهل عراق است.
وی همچنین در تیم ملی فوتبال عراق بازی کرده است.